# Hydrobaenus tumidistylus
Hydrobaenus tumidistylus är en tvåvingeart som beskrevs av Ole Anton Saether 1976. Hydrobaenus tumidistylus ingår i släktet Hydrobaenus och familjen fjädermyggor.
Artens utbredningsområde är Northwest Territories, Kanada. Inga underarter finns listade i Catalogue of Life.